# Campterophlebiidae
Karatawiidae, Karatawiibae
Famille
Synonymes
- † Karatawiidae Martynov, 1925
- † Karatawiinae Martynov, 1925

Les Campterophlebiidae forment une famille fossile d'insectes ailés de l'ordre des odonates, du sous-ordre éteint des Isophlebioptera, du clade des Isophlebiida et de la super-famille des Isophlebioidea. Leurs fossiles sont connus en Asie et en Europe au Jurassique et au Crétacé inférieur.

## Liste desgenres
- † Adelophlebia
- † Amnifleckia
- † Angaroneura
- † Angustiphlebia
- † Archithemis
- † Bathmophlebia
- † Bellabrunetia
- † Campterophlebia
- † Ctenogampsophlebia
- † Dorsettia
- † Gallodorsettia
- † Gampsophlebia
- † Honghea
- † Hsiufua
- † Hypsomelana
- † Hypsophlebia
- † Hypsothemis
- † Junfengi
- † Karatawia
- † Lateophlebia
- † Melanohypsa
- † Olonkia
- † Oreophlebia
- † Oshinia
- † Parabrunetia
- † Parafleckium
- † Parazygokaratawia
- † Petrophlebia
- † Pritykinia
- † Pternopteron
- † Qibinlina
- † Sagulia
- † Sarytashia
- † Sibirioneura
- † Sinitsia
- † Sinokaratawia
- † Sogdophlebia
- † Xanthohypsa
- † Zygokaratawia